# Мацумае (Хоккайдо)

41°25′48″ пн. ш. 140°6′38″ сх. д. / 41.43000° пн. ш. 140.11056° сх. д.
Мацума́е (заст. укр. Мацмай; яп. 松前町, まつまえちょう, МФА: [mat͡sumae t͡ɕoː]) — містечко в Японії, в повіті Мацумае округу Осіма префектури Хоккайдо. Розташоване на південно-західному краю острова Хоккайдо. Виникло на базі призамкового містечка 17 століття, центру удільного володіння Мацумае-хан. До середини 19 століття було головним японським форпостом в землях айнів, центром японсько-айнської торгівлі. На території міста знаходяться руїни замку Фукуяма. Основою господарства є вилов і переробка морепродуктів. Станом на 1 жовтня 2008 року площа містечка становила 293,10 км². Станом на 31 березня 2017 населення містечка становило 7673 осіб.

## Визначні місця
На території містечка знаходиться замок Мацумае.